# Cynanchum verrucosum
Cynanchum verrucosum är en oleanderväxtart som först beskrevs av Descoings, och fick sitt nu gällande namn av Liede och Meve. Cynanchum verrucosum ingår i släktet Cynanchum och familjen oleanderväxter. Inga underarter finns listade i Catalogue of Life.